# Pająki Austrii
Pająki Austrii, araneofauna Austrii – ogół taksonów pajęczaków z rzędu pająków, których występowanie stwierdzono na terytorium Austrii.
Do 2024 roku na terenie Austrii stwierdzono 1034 gatunków pająków z 43 rodzin.

## Infrarząd:ptaszniki(Mygalomorphae)

### Gryzielowate(Atypidae)
Z Austrii wykazano:
- Atypus affinis – gryziel zachodni
- Atypus muralis – gryziel stepowy
- Atypus piceus – gryziel tapetnik

## Infrarząd:pająki wyższe(Araneomorphae)

### Aksamitnikowate(Clubionidae)
Z Austrii wykazano
- Clubiona alpicola
- Clubiona brevipes
- Clubiona caerulescens
- Clubiona comta – aksamitnik jodełkowany
- Clubiona corticalis – aksamitnik korowy
- Clubiona diversa
- Clubiona frutetorum
- Clubiona germanica
- Clubiona hilaris
- Clubiona juvenis
- Clubiona kulczynskii
- Clubiona lutescens – aksamitnik żółtawy
- Clubiona marmorata
- Clubiona neglecta
- Clubiona norvegica
- Clubiona pallidula
- Clubiona phragmitis – aksamitnik trzcinowy
- Clubiona pseudoneglecta
- Clubiona reclusa – aksamitnik pustelnik
- Clubiona saltuum
- Clubiona saxatilis
- Clubiona similis
- Clubiona stagnatilis – aksamitnik nadwodny
- Clubiona subsultans – aksamitnik gładki
- Clubiona subtilis – aksamitnik mszaczek
- Clubiona terrestris – aksamitnik podkorowy
- Clubiona trivialis
- Porrhoclubiona genevensis
- Porrhoclubiona leucaspis

### Anapidae
Z Austrii wykazano:
- Comaroma simoni

### Cicurinidae
Z Austrii wykazano:
- Brommella falcigera
- Cicurina cicur

### Ciemieńcowate(Dictynidae)
Z Austrii wykazano:
- Altella biuncata
- Archaeodictyna consecuta
- Archaeodictyna minutissima
- Argenna patula
- Argenna subnigra
- Argyroneta aquatica – topik
- Brigittea civica
- Brigittea latens
- Dictyna arundinacea – ciemieniec zwyczajny
- Dictyna pusilla
- Dictyna szaboi
- Dictyna uncinata
- Lathys heterophthalma
- Lathys humilis
- Lathys stigmatisata
- Marilynia bicolor
- Nigma flavescens – liściak purpurowy
- Nigma walckenaeri – liściak zielony

### Czyhakowate(Segestriidae)
Z Austrii wykazano:
- Segestria bavarica
- Segestria senoculata – czyhak sześciooki

### Darownikowate(Pisauridae)
Z Austrii wykazano:
- Dolomedes fimbriatus – bagnik przybrzeżny
- Dolomedes plantarius – bagnik nadwodny
- Pisaura mirabilis – darownik przedziwny

### Hahniidae
Z Austrii wykazano:
- Antistea elegans
- Hahnia helveola
- Hahnia nava
- Hahnia ononidum
- Hahnia pusilla
- Hahniharmia picta
- Iberina difficilis
- Iberina montana

### Klejnotnikowate(Theridiosomatidae)
Z Austrii wykazano:
- Theridiosoma gemmosum

### Koliściakowate(Uloboridae)
Z Austrii wykazano:
- Hyptiotes paradoxus
- Uloborus plumipes
- Uloborus walckenaerius – koliściak włochaty

### Komórczakowate(Dysderidae)
Z Austrii wykazano:
- Dasumia canestrinii
- Dysdera adriatica
- Dysdera cechica
- Dysdera crocata – komórczak okazały
- Dysdera erythrina – komórczak prosionkowiec
- Dysdera ungarica
- Dysdera longirostris
- Dysdera microdonta
- Dysdera moravica
- Harpactea grisea
- Harpactea hombergi
- Harpactea lepida
- Harpactea rubicunda

### Krzyżakowate(Araneidae)
Z Austrii wykazano:

- Aculepeira carbonaria
- Aculepeira ceropegia – kołyśnik wielobarwny
- Agalenatea redii – krzyżaczek ugorowy
- Araneus alsine – krzyżak pomarańczowy
- Araneus angulatus – krzyżak rogaty
- Araneus circe
- Araneus diadematus – krzyżak ogrodowy
- Araneus grossus
- Araneus marmoreus – krzyżak dwubarwny
- Araneus quadratus – krzyżak łąkowy
- Araneus sturmi – krzyżak sieciowy
- Araneus saevus
- Araneus triguttatus – krzyżak czarowny
- Araniella alpica
- Araniella cucurbitina – nalistnik zielony
- Araniella displicata – nalistnik czerwieniejący
- Araniella inconspicua
- Araniella opisthographa
- Araniella proxima
- Argiope bruennichi – tygrzyk paskowany
- Cercidia prominens – ściółek nieparek
- Cyclosa conica – kołosz stożkowaty
- Cyclosa oculata – kołosz guzkowaty
- Gibbaranea bituberculata
- Gibbaranea gibbosa
- Gibbaranea omoeda
- Gibbaranea ullrichi
- Hypsosinga albovittata
- Hypsosinga heri
- Hypsosinga pygmaea
- Hypsosinga sanguinea
- Larinia bonneti
- Larinia elegans
- Larinioides cornutus – krzyżak nadwodny
- Larinioides ixobolus – krzyżak mostowy
- Larinioides patagiatus – krzyżak bursztynowy
- Larinioides sclopetarius – krzyżak gromadny
- Larinioides suspicax – krzyżak trzcinniczek
- Leviellus stroemi
- Leviellus thorelli
- Mangora acalypha – mangora
- Neoscona adianta – potul kłosowiec
- Nuctenea umbratica – kołosz szczelinowy
- Singa hamata – rośliniowiec
- Singa nitidula
- Zilla diodia
- Zygiella atrica
- Zygiella montana
- Zygiella x-notata – liścianek sektornik

### Kwadratnikowate(Tetragnathidae)
Z Austrii wykazano:
- Meta menardi – sieciarz jaskiniowy
- Metellina mengei – czaik wiosenny
- Metellina merianae – czaik jaskiniowy
- Metellina segmentata – czaik jesienny
- Pachygnatha clercki – gruboszczękowiec większy
- Pachygnatha degeeri
- Pachygnatha listerii – gruboszczękowiec pękaty
- Pachygnatha terilis
- Tetragnatha dearmata – kwadratnik borealny
- Tetragnatha extensa – kwadratnik trzcinowy
- Tetragnatha montana – kwadratnik długonogi
- Tetragnatha nigrita – kwadratnik ciemny
- Tetragnatha obtusa – kwadratnik pałąkowaty
- Tetragnatha pinicola – kwadratnik perłowy
- Tetragnatha reimoseri
- Tetragnatha shoshone
- Tetragnatha striata

### Lejkowcowate(Agelenidae)
Z Austrii wykazano:
- Agelena labyrinthica – lejkowiec labiryntowy
- Allagelena gracilens
- Coelotes alpinus
- Coelotes poleneci
- Coelotes solitarius
- Coelotes terrestris – norosz ziemny
- Eratigena agrestis – kątnik wiejski
- Eratigena atrica – kątnik większy
- Histopona luxurians
- Histopona torpida
- Inermocoelotes anoplus
- Inermocoelotes inermis
- Tegenaria campestris – kątnik polny
- Tegenaria domestica – kątnik domowy (kątnik domowy mniejszy)
- Tegenaria ferruginea – kątnik rdzawy
- Tegenaria mirifica
- Tegenaria parietina – kątnik ścienny
- Tegenaria silvestris – kątnik leśny
- Tegenaria tridentina
- Textrix denticulata
- Urocoras longispina

### Lenikowate(Zodariidae)
Z Austrii wykazano:
- Zodarion germanicum – lenik germański
- Zodarion hamatum
- Zodarion italicum – lenik włoski
- Zodarion rubidum

### Leptonetidae
Z Austrii wykazano:
- Protoleptoneta italica

### Motaczowate(Anyphaenidae)
Z Austrii wykazano:
- Anyphaena accentuata – motacz nadrzewny

### Mysmenidae
Z Austrii wykazano:
- Microdipoena jobi
- Trogloneta granulum

### Nasosznikowate(Pholcidae)
Z Austrii wykazano:
- Holocnemus pluchei
- Pholcus opilionoides – nasosznik drobny
- Pholcus phalangioides – nasosznik trzęś
- Psilochorus simoni

### Naśladownikowate(Mimetidae)
Z Austrii wykazano:
- Ero aphana – guzoń garbusek
- Ero cambridgei
- Ero furcata – guzoń pajęczarz
- Ero tuberculata

### Obniżowate(Liocranidae)
Z Austrii wykazano:
- Agroeca brunnea – knapiatek brązowy
- Agroeca cuprea
- Agroeca proxima
- Apostenus fuscus
- Liocranoeca striata
- Liocranum rupicola – obniż
- Sagana rutilans
- Scotina celans
- Scotina palliardii

### Omatnikowate(Theridiidae)
Z Austrii wykazano:

- Achaeridion conigerum
- Anelosimus vittatus
- Asagena phalerata
- Carniella brignolii
- Coleosoma floridanum
- Crustulina guttata – darniowiec plamiak
- Crustulina sticta
- Cryptachaea riparia
- Dipoena braccata
- Dipoena erythropus
- Dipoena melanogaster
- Dipoena nigroreticulata
- Dipoena torva
- Enoplognatha caricis
- Enoplognatha latimana
- Enoplognatha mordax
- Enoplognatha ovata – zawijak żółtawy
- Enoplognatha thoracica – zawijak osnuwikowaty
- Episinus angulatus
- Episinus maculipes
- Episinus truncatus
- Euryopis flavomaculata
- Euryopis quinqueguttata
- Heterotheridion nigrovariegatum
- Kochiura aulica
- Lasaeola coracina – mrówczarz żółtorzepek
- Lasaeola prona
- Lasaeola tristis – mrówczarz czarnonogi
- Neottiura bimaculata
- Neottiura suaveolens
- Ohlertidion ohlerti
- Paidiscura pallens – podlistnik blady
- Parasteatoda lunata
- Parasteatoda simulans
- Parasteatoda tabulata
- Parasteatoda tepidariorum
- Pholcomma gibbum
- Phycosoma inornatum
- Phylloneta impressa – omatnik kulisty
- Phylloneta sisyphia – omatnik łąkowy
- Platnickina tincta
- Robertus arundineti
- Robertus heydemanni
- Robertus insignis
- Robertus kuehnae
- Robertus lividus
- Robertus lyrifer
- Robertus mediterraneus
- Robertus neglectus
- Robertus scoticus
- Robertus truncorum
- Robertus ungulatus
- Rugathodes bellicosus
- Rugathodes instabilis
- Sardinidion blackwalli
- Simitidion simile
- Steatoda albomaculata – zyzuś plamisty
- Steatoda bipunctata – zyzuś tłuścioch
- Steatoda castanea
- Steatoda grossa
- Steatoda paykulliana
- Steatoda triangulosa
- Theonoe minutissima
- Theonoe sola
- Theridion betteni
- Theridion boesenbergi
- Theridion cinereum
- Theridion mystaceum – omatnik wnękowiec
- Theridion petraeum
- Theridion pictum– omatnik troskliwy
- Theridion pinastri – omatnik ceglasty
- Theridion varians – omatnik zmienny

### Oonopidae
Z Austrii wykazano:
- Cortestina thaleri
- Oonops pulcher
- Tapinesthis inermis
- Triaeris stenaspis

### Osnuwikowate(Linyphiidae)
Z Austrii wykazano:

- Abacoproeces molestus
- Abacoproeces saltuum
- Acartauchenius scurrilis
- Agnyphantes expunctus
- Agyneta affinis
- Agyneta alpica
- Agyneta cauta
- Agyneta conigera
- Agyneta equestris
- Agyneta fuscipalpus
- Agyneta gulosa
- Agyneta innotabilis
- Agyneta mollis
- Agyneta nigripes
- Agyneta orites
- Agyneta amosa
- Agyneta ressli
- Agyneta rurestris
- Agyneta saxatilis
- Agyneta simplicitarsis
- Agyneta subtilis
- Anguliphantes angulipalpis
- Anguliphantes monticola
- Anguliphantes tripartitus
- Aphileta misera
- Araeoncus anguineus
- Araeoncus crassiceps
- Araeoncus humilis
- Asthenargus bracianus
- Asthenargus helveticus
- Asthenargus paganus
- Asthenargus perforatus
- Baryphyma pratense
- Bathyphantes approximatus
- Bathyphantes gracilis
- Bathyphantes nigrinus
- Bathyphantes parvulus
- Bathyphantes setiger
- Bathyphantes similis
- Bolephthyphantes index
- Bolyphantes alticeps
- Bolyphantes luteolus
- Canariphantes nanus
- Caracladus avicula
- Caracladus leberti
- Caracladus zamoniensis
- Caviphantes saxetorum
- Centromerita bicolor
- Centromerus arcanus
- Centromerus brevipalpus
- Centromerus capucinus
- Centromerus cavernarum
- Centromerus incilium
- Centromerus leruthi
- Centromerus levitarsis
- Centromerus obscurus
- Centromerus pabulator
- Centromerus persimilis
- Centromerus sellarius
- Centromerus semiater
- Centromerus serratus
- Centromerus silvicola
- Centromerus subalpinus
- Centromerus sylvaticus
- Centrophantes roeweri
- Ceratinella brevipes
- Ceratinella brevis
- Ceratinella major
- Ceratinella scabrosa
- Cinetata gradata
- Cnephalocotes obscurus
- Collinsia caliginosa nemenziana
- Collinsia distincta
- Collinsia inerrans
- Crosbyarachne silvestris
- Dactylopisthes digiticeps
- Diastanillus pecuarius
- Dicymbium brevisetosum
- Dicymbium nigrum
- Dicymbium tibiale
- Diplocentria bidentata
- Diplocentria mediocris
- Diplocentria rectangulata
- Diplocephalus alpinus
- Diplocephalus crassilobus
- Diplocephalus cristatus
- Diplocephalus dentatus
- Diplocephalus helleri
- Diplocephalus komposchi
- Diplocephalus latifrons
- Diplocephalus permixtus
- Diplocephalus picinus
- Diplocephalus protuberans
- Diplocephalus rostratus
- Diplostyla concolor
- Dismodicus bifrons
- Dismodicus elevatus
- Donacochara speciosa
- Drapetisca socialis
- Drepanotylus uncatus
- Entelecara acuminata
- Entelecara congenera
- Entelecara erythropus
- Entelecara media
- Entelecara omissa
- Erigone atra – plądrak czarny
- Erigone autumnalis
- Erigone capra
- Erigone cristatopalpus
- Erigone dentipalpis
- Erigone jaegeri
- Erigone remota
- Erigone tenuimana
- Erigone tirolensis
- Erigonella hiemalis
- Erigonella ignobilis
- Erigonella subelevata
- Erigonoplus foveatus
- Erigonoplus globipes
- Erigonoplus jarmilae
- Evansia merens
- Floronia bucculenta
- Formiphantes lephthyphantiformis
- Frontinellina frutetorum
- Glyphesis servulus
- Gnathonarium dentatum
- Gonatium hilare
- Gonatium paradoxum
- Gonatium rubellum
- Gonatium rubens
- Gongylidiellum edentatum
- Gongylidiellum latebricola
- Gongylidiellum murcidum
- Gongylidiellum vivum
- Gongylidium rufipes
- Helophora insignis
- Heterotrichoncus pusillus
- Hilaira excisa
- Hylyphantes graminicola
- Hylyphantes nigritus
- Hypomma bituberculatum
- Hypomma cornutum
- Improphantes complicatus
- Improphantes geniculatus
- Improphantes improbulus
- Improphantes nitidus
- Incestophantes crucifer
- Incestophantes kotulai
- Ipa keyserlingi
- Jacksonella falconeri
- Janetschekia monodon
- Kaestneria dorsalis
- Kaestneria pullata
- Kratochviliella bicapitata
- Labulla thoracica
- Lasiargus hirsutus
- Lepthyphantes leprosus
- Lepthyphantes minutus
- Lepthyphantes nodifer
- Lepthyphantes notabilis
- Leptorhoptrum robustum
- Lessertia dentichelis
- Lessertinella kulczynskii
- Linyphia alpicola
- Linyphia hortensis – osnuwik zaroślowy
- Linyphia triangularis – osnuwik pospolity
- Lophomma punctatum
- Macrargus carpenteri
- Macrargus rufus
- Mansuphantes aridus
- Mansuphantes fragilis
- Mansuphantes mansuetus
- Mansuphantes rossii
- Maro lehtineni
- Maro lepidus
- Maro minutus
- Maso sundevalli
- Mecopisthes peusi
- Mecopisthes silus
- Mecynargus brocchus
- Mecynargus morulus
- Mecynargus paetulus
- Megalepthyphantes collinus
- Megalepthyphantes nebulosus
- Megalepthyphantes pseudocollinus
- Mermessus trilobatus
- Metopobactrus nadigi
- Metopobactrus nodicornis
- Metopobactrus prominulus
- Micrargus alpinus
- Micrargus apertus
- Micrargus georgescuae
- Micrargus herbigradus
- Micrargus pervicax
- Micrargus subaequalis
- Microctenonyx subitaneus
- Microlinyphia impigra
- Microlinyphia pusilla – osnuwik łąkowy
- Microneta viaria
- Minicia candida
- Minicia marginella
- Minyriolus medusa
- Minyriolus pusillus
- Mioxena blanda
- Moebelia penicillata
- Monocephalus castaneipes
- Monocephalus fuscipes
- Mughiphantes armatus
- Mughiphantes baebleri
- Mughiphantes cornutus
- Mughiphantes hadzii
- Mughiphantes mughi
- Mughiphantes pulcher
- Mughiphantes rupium
- Mughiphantes severus
- Mughiphantes styriacus
- Mughiphantes triglavensis
- Mughiphantes variabilis
- Mycula mossakowskii
- Nematogmus sanguinolentus
- Neriene clathrata – snówek brązowy
- Neriene emphana – snówek gałązkowiec
- Neriene montana – snówek okazały
- Neriene peltata – snówek świerkowiec
- Neriene radiata – snówek okrajkowy
- Notioscopus sarcinatus
- Nusoncus nasutus
- Obscuriphantes obscurus
- Oedothorax agrestis
- Oedothorax apicatus
- Oedothorax fuscus
- Oedothorax gibbifer
- Oedothorax gibbosus
- Oedothorax retusus
- Oreoneta montigena
- Oreoneta tatrica
- Oreonetides glacialis
- Oreonetides quadridentatus
- Oreonetides vaginatus
- Oryphantes angulatus
- Ostearius melanopygius
- Palliduphantes antroniensis
- Palliduphantes insignis
- Palliduphantes montanus
- Palliduphantes pallidus
- Palliduphantes pillichi
- Panamomops affinis
- Panamomops inconspicuus
- Panamomops latifrons
- Panamomops mengei
- Panamomops palmgreni
- Panamomops sulcifrons
- Panamomops tauricornis
- Parapelecopsis nemoralis
- Pelecopsis alpica
- Pelecopsis elongata – perygłowik naśnieżny
- Pelecopsis mengei
- Pelecopsis parallela
- Pelecopsis radicicola
- Peponocranium orbiculatum
- Piniphantes pinicola
- Pityohyphantes phrygianus
- Pocadicnemis carpatica
- Pocadicnemis juncea
- Pocadicnemis pumila
- Poeciloneta variegata
- Porrhomma campbelli
- Porrhomma convexum
- Porrhomma egeria
- Porrhomma errans
- Porrhomma microcavense
- Porrhomma microphthalmum
- Porrhomma microps
- Porrhomma montanum
- Porrhomma oblitum
- Porrhomma pallidum
- Porrhomma pygmaeum
- Porrhomma rosenhaueri
- Prinerigone vagans
- Pseudocarorita thaleri
- Pseudomaro aenigmaticus
- Saaristoa abnormis
- Saaristoa firma
- Saloca diceros
- Sauron rayi
- Sciastes carli
- Scotargus pilosus
- Scotinotylus alpigena
- Scotinotylus antennatus
- Scotinotylus clavatus
- Scotinotylus evansi
- Silometopus bonessi
- Silometopus braunianus
- Silometopus elegans
- Silometopus reussi
- Silometopus rosemariae
- Sintula corniger
- Sintula spiniger
- Sisicus apertus
- Staveleya pusilla
- Stemonyphantes conspersus
- Stemonyphantes lineatus
- Styloctetor austerus
- Styloctetor compar
- Syedra apetlonensis
- Syedra gracilis
- Syedra myrmicarum
- Tallusia experta
- Tallusia vindobonensis
- Tapinocyba affinis
  - Tapinocyba affinis affinis
  - Tapinocyba affinis orientalis
- Tapinocyba insecta
- Tapinocyba pallens
- Tapinocyba praecox
- Tapinocyboides pygmaeus
- Tapinopa longidens
- Taranucnus setosus
- Tenuiphantes alacris
- Tenuiphantes cristatus
- Tenuiphantes flavipes
- Tenuiphantes jacksonoides
- Tenuiphantes mengei
- Tenuiphantes monachus
- Tenuiphantes tenebricola
- Tenuiphantes tenuis
- Tenuiphantes zimmermanni
- Theonina cornix
- Theonina kratochvili
- Thyreosthenius biovatus
- Thyreosthenius parasiticus
- Tiso aestivus
- Tiso vagans
- Trematocephalus cristatus
- Trichoncoides piscator
- Trichoncus affinis
- Trichoncus auritus
- Trichoncus hackmani
- Trichoncus saxicola
- Trichoncus vasconicus
- Trichoncyboides simoni
- Trichopterna cito
- Trichopternoides thorelli
- Troglohyphantes diurnus
- Troglohyphantes excavatus
- Troglohyphantes fagei
- Troglohyphantes helsdingeni
- Troglohyphantes karawankorum
- Troglohyphantes latzeli
- Troglohyphantes noricus
- Troglohyphantes novicordis
- Troglohyphantes sbordonii
- Troglohyphantes subalpinus
- Troglohyphantes tauriscus
- Troglohyphantes thaleri
- Troglohyphantes typhlonetiformis
- Troglohyphantes wiehlei
- Troxochrus scabriculus
- Typhochrestus digitatus
- Typhochrestus inflatus
- Walckenaeria acuminata – plądrownik osobliwy
- Walckenaeria alticeps
- Walckenaeria antica
- Walckenaeria atrotibialis
- Walckenaeria capito
- Walckenaeria clavicornis
- Walckenaeria corniculans
- Walckenaeria cucullata
- Walckenaeria cuspidata
- Walckenaeria dysderoides
- Walckenaeria furcillata
- Walckenaeria kochi
- Walckenaeria languida
- Walckenaeria mitrata
- Walckenaeria monoceros
- Walckenaeria nodosa
- Walckenaeria nudipalpis
- Walckenaeria obtusa
- Walckenaeria simplex
- Walckenaeria stylifrons
- Walckenaeria unicornis
- Walckenaeria vigilax
- Wiehlenarius tirolensis

### Phrurolithidae
Z Austrii wykazano:
- Phrurolithus festivus
- Phrurolithus minimus
- Phrurolithus pullatus
- Phrurolithus szilyi

### Podkamieniakowate(Titanoecidae)
Z Austrii wykazano:
- Titanoeca nivalis
- Titanoeca quadriguttata – podkamieniak czteroplamkowy
- Titanoeca schineri
- Titanoeca spominima

### Pogońcowate(Lycosidae)
Z Austrii wykazano:

- Acantholycosa lignaria – pogoniec cętkonogi
- Acantholycosa norvegica sudetica
- Acantholycosa pedestris
- Alopecosa aculeata – wilkosz pręgowiec
- Alopecosa cuneata – wilkosz grubonogi
- Alopecosa cursor
- Alopecosa farinosa
- Alopecosa nquilina
- Alopecosa mariae
- Alopecosa pinetorum
- Alopecosa pulverulenta – wilkosz włóczykij
- Alopecosa schmidti – wilkosz sucholub
- Alopecosa solitaria
- Alopecosa sulzeri
- Alopecosa taeniata
- Alopecosa trabalis – wilkosz lancetnik
- Arctosa alpigena
  - Arctosa alpigena alpigena
  - Arctosa alpigena lamperti
- Arctosa cinerea – wymyk szarawy
- Arctosa figurata
- Arctosa leopardus – wymyk lamparci
- Arctosa lutetiana
- Arctosa maculata – wymyk kamiennik
- Arctosa perita – wymyk piaskowy
- Arctosa renidescens
- Arctosa stigmosa
- Arctosa variana
- Aulonia albimana – aulonia sieciarka
- Hogna radiata
- Hygrolycosa rubrofasciata
- Lycosa singoriensis – tarantula ukraińska
- Pardosa agrestis
- Pardosa alacris
- Pardosa albatula
- Pardosa amentata – wałęsak zwyczajny
- Pardosa baehrorum
- Pardosa bifasciata
- Pardosa blanda
- Pardosa cincta
- Pardosa cribrata
- Pardosa ferruginea
- Pardosa fulvipes
- Pardosa giebeli
- Pardosa hortensis
- Pardosa lugubris – wałęsak leśny
- Pardosa maisa
- Pardosa mixta
- Pardosa monticola
- Pardosa morosa
- Pardosa nebulosa
- Pardosa nigra
- Pardosa nigriceps
- Pardosa oreophila
- Pardosa paludicola
- Pardosa palustris – wałęsak łąkowy
- Pardosa prativaga – wałęsak tygrysi
- Pardosa proxima
- Pardosa pseudostrigillata
- Pardosa pullata
- Pardosa riparia
- Pardosa saltans
- Pardosa saturatior
- Pardosa schenkeli
- Pardosa sordidata
- Pardosa sphagnicola
- Pardosa tenuipes
- Pardosa torrentum
- Pardosa vittata
- Pardosa wagleri
- Pirata piraticus – korsarz piratnik
- Pirata piscatorius
- Pirata tenuitarsis
- Piratula hygrophila – korsarz bagiennik
- Piratula insularis
- Piratula knorri – korsarz potokowiec
- Piratula latitans – korsarz malutki
- Piratula uliginosa – korsarz torfowiec
- Trochosa robusta – krzeczek smużnik
- Trochosa ruricola – krzeczek polny
- Trochosa spinipalpis
- Trochosa terricola – krzeczek naziemnik
- Xerolycosa miniata – pogoniec łowczak
- Xerolycosa nemoralis – pogoniec lesiec

### Poskoczowate(Eresidae)
Z Austrii wykazano:
- Eresus kollari – poskocz krasny
- Eresus moravicus
- Eresus sandaliatus

### Rozsnuwaczowate(Scytodidae)
Z Austrii wykazano:
- Scytodes thoracica – rozsnuwacz plujący

### Sidliszowate(Amaurobiidae)
Z Austrii wykazano:
- Amaurobius erberi
- Amaurobius fenestralis – sidlisz jaskiniowy
- Amaurobius ferox – sidlisz piwniczny
- Amaurobius jugorum
- Amaurobius obustus
- Callobius claustrarius

### Skakunowate(Salticidae)
Z Austrii wykazano:

- Aelurillus v-insignitus – dryguś zmienny
- Asianellus festivus – naskocz okularowy
- Attulus atricapillus
- Attulus caricis
- Attulus distinguendus – skoczek wydmowy
- Attulus floricola – skoczek łąkowy
- Attulus inexpectus – skoczek zmoczony
- Attulus longipes
- Attulus penicillatus – skoczek plamisty
- Attulus pubescens – skoczek skromny
- Attulus rupicola – skoczek reglik
- Attulus saltator – skoczek lilipuci
- Attulus terebratus – skoczek ściennik
- Attulus zimmermanni – skoczek piargowy
- Ballus chalybeius – mocarek bury
- Carrhotus xanthogramma
- Chalcoscirtus alpicola
- Chalcoscirtus brevicymbialis
- Chalcoscirtus infimus
- Dendryphantes hastatus – gałęziak srebrzyk
- Dendryphantes rudis – gałęziak wzorzysty
- Euophrys frontalis – drobnik plamowłosy
- Euophrys herbigrada
- Evarcha arcuata – pyrgun nazielny
- Evarcha falcata – pyrgun nakrzewny
- Evarcha laetabunda – pyrgun natrawny
- Hasarius adansoni
- Heliophanus aeneus – lśniś nawapnik
- Heliophanus auratus – lśniś złocisty
- Heliophanus cupreus
- Heliophanus dubius – lśniś nadrewniak
- Heliophanus flavipes
- Heliophanus kochii
- Heliophanus lineiventris
- Heliophanus mediocinctus
- Heliophanus patagiatus
- Heliophanus simplex
- Heliophanus tribulosus
- Leptorchestes berolinensis – mrówczyn bojownik
- Leptorchestes mutilloides
- Macaroeris nidicolens – sokolik uszaty
- Marpissa muscosa – rozciągnik mchuś
- Marpissa nivoyi
- Marpissa radiata – rozciągnik natrzcinny
- Mendoza canestrinii
- Myrmarachne formicaria – mrówczynka
- Neon levis
- Neon rayi
- Neon reticulatus – neonek mszarek
- Neon valentulus
- Pellenes lapponicus
- Pellenes nigrociliatus – krzyżnik czarnowłosy
- Pellenes tripunctatus – krzyżnik tanecznik
- Philaeus chrysops – strojniś nadobny
- Phlegra cinereofasciata
- Phlegra fasciata – sekutnica pasiasta
- Pseudeuophrys erratica – drobnik krętowłosy
- Pseudeuophrys lanigera – drobnik wełnistowłosy
- Pseudeuophrys obsoleta
- Pseudicius encarpatus – gorguś kruszczowy
- Pseudomogrus vittatus
- Salticus cingulatus – skakun srebrzysty
- Salticus scenicus – skakun arlekinowy
- Salticus zebraneus – skakun zebra
- Sibianor aurocinctus – wełniak krwawonogi
- Sittisax saxicola – skoczek rudzik
- Synageles hilarulus
- Synageles subcingulatus
- Synageles venator – mróweczka myśliwy
- Talavera aequipes – drobnik malutki
- Talavera aperta
- Talavera inopinata
- Talavera milleri
- Talavera monticola
- Talavera parvistyla
- Talavera petrensis – włochacz wrzosowiskowy
- Talavera thorelli

### Spachaczowate(Sparassidae)
Z Austrii wykazano:
- Micrommata virescens – spachacz zielonawy

### Synaphridae
Z Austrii wykazano:
- Cepheia longiseta

### Ślizgunowate(Philodromidae)
Z Austrii wykazano:
- Philodromus albidus – ślizgun bladonogi
- Philodromus aureolus – ślizgun złocony
- Philodromus buchari
- Philodromus cespitum
- Philodromus collinus – ślizgun kolconogi
- Philodromus dispar – ślizgun nieparek
- Philodromus emarginatus
- Philodromus fuscomarginatus
- Philodromus laricium
- Philodromus margaritatus
- Philodromus marmoratus
- Philodromus poecilus
- Philodromus praedatus
- Philodromus rufus
- Philodromus vagulus
- Pulchellodromus pulchellus
- Pulchellodromus ruficapillus
- Rhysodromus histrio
- Thanatus arenarius – śmiertek piaskowy
- Thanatus atratus
- Thanatus coloradensis
- Thanatus firmetorum
- Thanatus formicinus – śmiertek mrówczyn
- Thanatus pictus
- Thanatus sabulosus – śmiertek leśnostepowy
- Thanatus striatus
- Thanatus vulgaris
- Tibellus maritimus – podłużnik piegowaty
- Tibellus oblongus – podłużnik długonogi

### Śpiesznikowate(Oxyopidae)
Z Austrii wykazano:
- Oxyopes ramosus – śpiesznik rysień

### Tkańcowate(Nesticidae)
Z Austrii wykazano:
- Kryptonesticus eremita
- Nesticus cellulanus
- Typhlonesticus idriacus

### Topikowate(Cybaeidae)
Z Austrii wykazano:
- Cryphoeca lichenum
  - Cryphoeca lichenum lichenum
  - Cryphoeca lichenum nigerrima
- Cryphoeca nivalis
- Cryphoeca silvicola
- Cybaeus angustiarum
- Cybaeus minor
- Cybaeus tetricus
- Mastigusa arietina

### Trachelidae
Z Austrii wykazano:
- Cetonana laticeps
- Paratrachelas maculatus

### Trawnikowcowate(Miturgidae)
Z Austrii wykazano:
- Zora armillata
- Zora manicata
- Zora nemoralis – trawnikowiec tropiciel
- Zora pardalis
- Zora silvestris
- Zora spinimana – trawnikowiec pospolity

### Ukośnikowate(Thomisidae)
Z Austrii wykazano:

- Bassaniana baudueri
- Bassaniodes robustus – bokochód brzuchacz
- Coriarachne depressa – zakorowiec płaski
- Cozyptila blackwalli – lilipsot skrytek
- Diaea dorsata
- Diaea livens
- Ebrechtella tricuspidata
- Heriaeus graminicola – szkarlik zielony
- Heriaeus oblongus – szkarlik stepowiec
- Misumena vatia – kwietnik biały
- Ozyptila atomaria
- Ozyptila brevipes
- Ozyptila claveata
- Ozyptila praticola
- Ozyptila pullata
- Ozyptila rauda
- Ozyptila scabricula
- Ozyptila simplex
- Ozyptila trux
- Pistius truncatus – szpecik tępy
- Psammitis bonneti
- Psammitis marmorata
- Psammitis ninnii
- Psammitis sabulosa
- Psammitis secedens
- Spiracme striatipes – bokochód niepasek
- Synema globosum
- Thomisus onustus
- Tmarus piger
- Tmarus stellio
- Xysticus acerbus
- Xysticus alpinus
- Xysticus audax – bokochód śmiały
- Xysticus bifasciatus
- Xysticus cor
- Xysticus cristatus – bokochód grzebieniasty
- Xysticus desidiosus
- Xysticus erraticus
- Xysticus ferrugineus
- Xysticus gallicus
- Xysticus kempeleni
- Xysticus kochi – bokochód kroczeń
- Xysticus lanio – bokochód boczeń
- Xysticus lineatus
- Xysticus luctator
- Xysticus luctuosus
- Xysticus macedonicus
- Xysticus obscurus
- Xysticus tortuosus
- Xysticus ulmi – bokochód pospolity
- Xysticus viduus

### Worczakowate(Gnaphosidae)
Z Austrii wykazano:

- Berlandina cinerea – skalnicowiec popielaty
- Callilepis nocturna – gładnik
- Callilepis schuszteri
- Civizelotes caucasius
- Civizelotes gracilis
- Civizelotes pygmaeus
- Drassodes cupreus
- Drassodes lapidosus – knap podkamiennik
- Drassodes pubescens
- Drassodes villosus
- Drassodex heeri
- Drassodex hypocrita
- Drassyllus lutetianus
- Drassyllus praeficus
- Drassyllus pumilus
- Drassyllus pusillus
- Drassyllus villicus
- Drassyllus vinealis
- Echemus angustifrons
- Gnaphosa alpica
- Gnaphosa badia
- Gnaphosa bicolor – worczak zakamiennik
- Gnaphosa inconspecta
- Gnaphosa leporina
- Gnaphosa lucifuga – worczak zagnietek
- Gnaphosa lugubris
- Gnaphosa icrops
- Gnaphosa modestior
- Gnaphosa montana
- Gnaphosa muscorum
- Gnaphosa nigerrima
- Gnaphosa opaca
- Gnaphosa petrobia
- Gnaphosa rhenana
- Haplodrassus aenus
- Haplodrassus bohemicus
- Haplodrassus cognatus
- Haplodrassus dalmatensis
- Haplodrassus kulczynskii
- Haplodrassus inor
- Haplodrassus moderatus
- Haplodrassus signifer
- Haplodrassus silvestris
- Haplodrassus soerenseni
- Haplodrassus umbratilis
- Kishidaia conspicua – upstrzyn
- Micaria aenea
- Micaria albovittata
- Micaria alpina
- Micaria dives
- Micaria formicaria – kraśniak mrówkowaty
- Micaria fulgens – kraśniak lśniący
- Micaria guttulata
- Micaria nivosa
- Micaria pulicaria – kraśniak czarniawy
- Micaria rossica
- Micaria silesiaca
- Micaria sociabilis
- Micaria subopaca – kraśniak nadrzewny
- Phaeocedus braccatus – kwintek znaczyn
- Scotophaeus blackwalli
- Scotophaeus nanus
- Scotophaeus quadripunctatus – pokaz srebrzysty
- Scotophaeus scutulatus – pokaz rubinowy
- Sosticus loricatus
- Trachyzelotes pedestris – napas rdzawostopy
- Urozelotes rusticus
- Zelotes aeneus
- Zelotes apricorum
- Zelotes atrocaeruleus
- Zelotes aurantiacus
- Zelotes clivicola
- Zelotes devotus
- Zelotes electus
- Zelotes erebeus
- Zelotes exiguus
- Zelotes hermani
- Zelotes latreillei
- Zelotes longipes
- Zelotes mundus
- Zelotes oblongus
- Zelotes petrensis
- Zelotes puritanus
- Zelotes segrex
- Zelotes similis
- Zelotes subterraneus – skalnik wszędobylski
- Zelotes talpinus
- Zelotes tenuis
- Zelotes zellensis

### Zbrojnikowate(Cheiracanthiidae)
Z Austrii wykazano:
- Cheiracanthium campestre
- Cheiracanthium effossum
- Cheiracanthium elegans
- Cheiracanthium erraticum – kolczak trawny
- Cheiracanthium mildei
- Cheiracanthium montanum
- Cheiracanthium oncognathum
- Cheiracanthium pennyi
- Cheiracanthium punctorium – kolczak zbrojny
- Cheiracanthium virescens

### Zoropsidae
Z Austrii wykazano:
- Zoropsis spinimana